# Компьенский договор (1624)
Компьеньский договор — договор, подписанный 10 июня 1624 года в Компьене между Королевством Франция, Королевством Англия и Республикой Соединенных провинций, о создании союза против императорского дома Габсбургов.
Союз был ответом на создание на первых этапах Тридцатилетней войны габсбургско-католической коалиции, которая угрожала интересам Франции, что было опасно для развития протестантизма в Европе. Через месяц, к альянсу созданному в Компьене, присоединились Швеция, Дания, княжества Савойя-Пьемонт, и Венецианская республика.

## Предусловия
В первой половине 17 века в Европе преобладала борьба между королями Франции Бурбонами и их соперниками Габсбургами Испании и Священной Римской империи. Территории Габсбургов в испанских Нидерландах, Франш-Конте и Пиренеях заблокировали французскую экспансию и сделали ее уязвимой для вторжения. Во время французских религиозных войн Испания сотрудничала с Католической лигой в оккупации больших территорий Франции, прежде чем преемственность Генриха IV в 1589 году положила конец конфликту.
После убийства Генриха в 1610 году его жена Мария Медичи стала регентом девятилетнего Людовика XIII и продолжала пользоваться значительным влиянием после окончания регентства в 1614 году. Это привело к серии восстаний влиятельной региональной знати, как Католики и протестанты, которые возмущались попытками снизить их авторитет. В 1621 году силы роялистов восстановили католицизм в протестантском регионе Беарн, что привело к восстанию гугенотов под предводительством Анри де Рогана и его брата Субиза. Восстание зашло в тупик после заключения Монпельеского договора в октябре 1622 года.
Впервые войдя в правительство в 1616 году, политика кардинала Ришелье заключалась в том, чтобы «остановить ход испанского прогресса» и «защитить своих соседей от испанского гнета». В отличие от многих своих коллег, он в первую очередь выступал против гугенотов, потому что их автономия угрожала сильному централизованному государству, необходимому для победы над Испанией, а не из-за их религии; Позже он оказался столь же безжалостным в нападении на своих католических коллег.
Когда Франция была ослаблена внутренними разногласиями, Ришелье избежал прямого конфликта, поддержав противников Испании, независимо от религии. Это включало финансирование протестантской Голландской республики в их борьбе с 1568 по 1648 год за независимость от Испании. В 1609 году обе стороны заключили Двенадцатилетнее перемирие, а когда в 1621 году война возобновилась, Испания одержала ряд побед; к 1623 году внутреннее сопротивление войне и высокие налоги, взимаемые для ее оплаты, побудили голландцев искать внешней поддержки.
По разным причинам и Англия, и Франция были обеспокоены продвижением испанцев в Нидерландах; в англо-голландском оборонительном союзе от 5 июня 1624 г. Яков I согласился предоставить 6000 солдат на два года. Компьенский договор был частью двустороннего подхода Ришелье, который также вел переговоры о союзе с Англией, результатом которого стал брак Генриетты Марии с Карлом I Английским.

## Основные положения
Основными переговорщиками были Ришелье от Франции и Николас ван ден Букхорст, Швед ван Херсолте и Арнольд ван Рандвейк от Голландской республики. Подписавшимися были Людовик XIII Французский и Фридрих Генрих, принц Оранский.
Срок действия договора составлял три года, в течение которых Франция выплачивала субсидии, пока голландцы продолжали сражаться с Испанией. Они получили немедленный платеж в размере 480 000 талеров; к 1625 году Франция финансировала примерно 8% всего оборонного бюджета Нидерландов.
На тот момент французский флот был незначительной силой, а основная часть их торгового флота находилась под контролем гугенотов. Голландцы предоставили Франции право на покупку военных кораблей, согласились внести двадцать для совместного нападения на Генуэзскую республику, обеспечить защиту от пиратов, базирующихся в варварских государствах, и льготные условия для перевозки французских товаров. Однако они отказались разрешить французским купцам присоединиться к рейсам, совершаемым Голландской Ост-Индской компанией или Голландской Вест-Индской компанией; договор в конечном итоге согласился только на «продолжение обсуждений».
Компьенский договор был заключен 10 июня, ратифицирован Генеральными штатами Нидерландов 12 июля и Людовиком XIII 4 сентября.

## Последствия
По инициативе Ришелье в ближайшие месяцы Англия, Швеция, Датско-Норвежская уния, Савойя и Республика Венеция согласились на координированное действие против Испании. В 1625 году Англия объявила войну Испании, Дания вторглась в Священную Римскую империю, а Венеция и Савойя согласились атаковать Испанскую дорогу.
Однако в 1625 году эту сеть союзов угрожало ещё одно восстание гугенотов, сосредоточенное в Ла-Рошель, тогдашнем втором по величине городе Франции, с более чем 30 000 жителями, и одном из его самых важных портов. Помимо таможенных пошлин, создаваемых импортом, он также был одним из крупнейших производителей соли, важного источника налогов для государства; его экономическая ценность и положение делали его захват критическим.
Ришелье активировал положения о взаимной защите обоих договоров; Англия была попрошена предоставить семь военных кораблей, а двадцать голландских судов, выделенных для атаки на Геную, теперь должны были быть использованы против Ла-Рошель. Несмотря на  противодействие атаке на протестантов, Генеральные Штаты Нидерландов почувствовали, что у них нет другого выхода, поскольку они не могли позволить себе потерять Францию как союзника.
Объединенные французские, английские и голландские силы победилы эскадру гугенотов в Пертюи Бретоне в сентябре 1625 года; остатки под руководством Субиза получили убежище в Фалмуте, что подвергло сомнению приверженность Англии французам. В декабре Генеральные Штаты дали секретные приказы своему командиру, адмиралу Виллему Хаултайну де Зуте, использовать любое возможное оправдание для отвода своих кораблей. Он сделал это в феврале 1626 года, после чего французы воспользовались своим правом на покупку шести из них.
Таким образом, Компьенский договор позволил Ришелье достичь своей цели нейтрализации морской силы гугенотов и устроить блокаду Ла-Рошеля; несмотря на попытки Англии облегчить ситуацию, город сдался в октябре 1628 года, и в июне 1629 года мирный договор в Але в значительной степени положил конец протестантской автономии.